# 凱爾派
凱爾派（Kelpie）是一種流傳於凱爾特民間傳說中的一種會變形的精靈，在蘇格蘭的傳說中常以駿馬的型態出現在湖邊，誘拐或欺騙旅人。
對某些人而言，凱爾派與另一種極為相似的生物「水馬」“each uisge”是不同的：凱爾派專指在淡水湖或河流的水妖精，在蘇格蘭當地的傳說中，每座湖泊、河流都有守護它們的凱爾派，這些凱爾派會主動保護自己地域，因此每當有旅人接近，它就會化身為一隻會喚惑旅人的少女或黑馬、白馬或俊男，當旅人騎上去後，就再也無法下來，然後凱爾派就會迅速跳至湖中，淹死不幸的旅人，以保護它守護的地方；而水馬則只出沒於鹹水邊，除了將人溺死外，還會吃掉受害者的身體，僅留下肝臟，比凱爾派更讓人恐懼。
然而對於許多蘇格蘭高地人來說，凱爾派和水馬原為同樣的水精靈，因此有些當地的傳說裡，即使是凱爾派也會吃人血肉。
據說只要看一名男子的頭髮裡是否有水草，就可以知道他是否為凱爾派的化身。除了頭髮中的水草外，很多傳說裡都敘述只要頭髮裡有沙子的人，不是凱爾派的化身，就是凱爾派與人類生下的小孩。

## 歷史
「凱爾派」此譯名來自英語的譯名 Kelpie 或 Kelpy，並非其原名。凱爾派的傳說來自蘇格蘭和愛爾蘭海的曼島，在蘇格蘭蓋爾語中是 each uisge，曼島蓋爾語中是 glashtyn，然而在現今不列顛群島的凱爾特地區都有當地的名字：
- 曼島語：glashtyn
- 愛爾蘭語：each uisce "water-horse"「水馬」
- 蘇格蘭蓋爾語：each uisge "water-horse"「水馬」
- 威爾斯語：ceffyl dwfr "water-horse"「水馬」

類似這樣的生物在北歐地區也有類似的傳說，它在當地的名字是 Bäckahästen，意思是 "brook horse"，傳說 Bäckahästen 是當一種叫 Nix「水妖」變身為馬之後的形象，會在迷霧中的湖畔出現，引誘旅人騎乘上去，然後以迅雷不及掩耳的速度跳至湖中，淹死旅人，在丹麥文裡是 nøkken，冰島文為 nykur（其字源又來自原始印歐語言的字根 *nigw-，意思是 "wash"「洗滌」），這些傳說與凱爾特地區的傳說一模一樣。
凱爾派英譯 Kelpie 或 Kelpy 的字源有幾種說法：
1. 蘇格蘭蓋爾語的 cailpeach、calpach 或 colpach「小雄馬」，或 colpa「馬」
2. 蘇格蘭蓋爾語的 ceilp「海草」

## 相關傳說

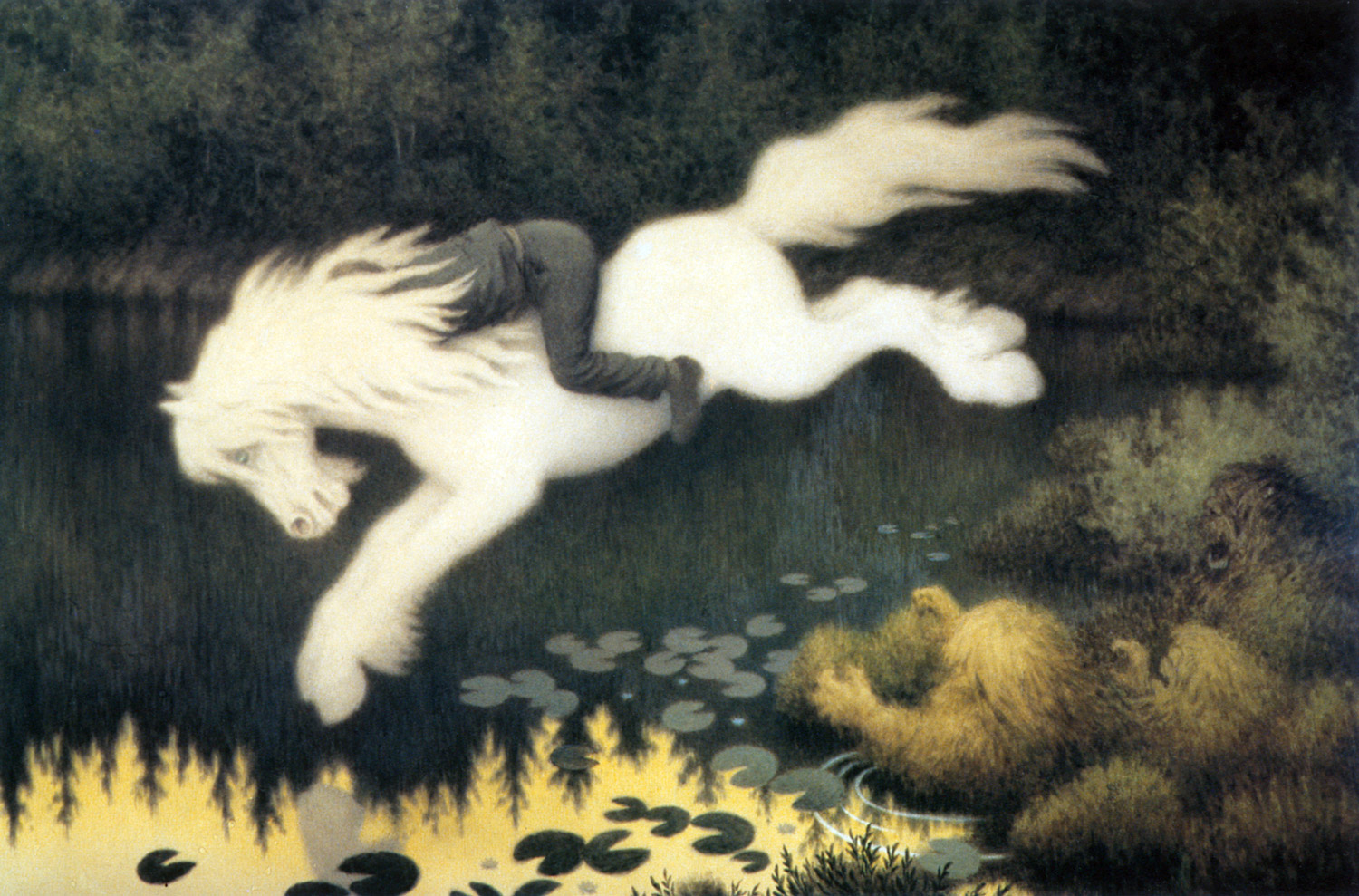
載著旅人躍入湖中的凱爾派

關於凱爾派的傳說有很多，然而最有名的故事都是在蘇格蘭：

### 斯開島（the isle of Skye）
當地有個故事是一個凱爾派愛上了一位人類的女子，以男子的形象接近她，然而當兩人在一起的時候，這位聰明的女子發現她的愛人頭髮中有沙子，於是趕快逃離了，並以 Cumha an Each Uisge（Lament of the Water Horse，水馬的悼詞）的故事流傳下來。

### 洛哈伯（Lochaber）
一個凱爾派因為迷戀一位農夫的女兒瑪莉（Mhairi），因此每天晚上都變成一個男人到這位農夫的家中。他每天都帶很多鱒魚來農夫的家中吃，而對於他，農夫的女兒總是有一種怪異的感覺，因此跟他母親敘述該位奇異的男子。經轉述后，一位聰明的女人告訴農夫該如何擺脫凱爾派：把滾燙的熱水倒在凱爾派的腳上。於是農夫這天晚上就扮成瑪莉的模樣，在平常的地方等凱爾派。當凱爾派如往常一樣帶著許多鱒魚來到瑪莉的家，這時農夫就很快地將預先準備好的滾水往凱爾派腳下倒，凱爾派的腳馬上裂開，而在農夫逃走之前，凱爾派很生氣的問該農夫『是誰』？這時農夫以蘇格蘭蓋爾語回答：“Tis me, tis me”「是我，是我」；後來當凱爾派的同伴趕來幫忙，問這隻受傷的凱爾派是誰傷害他時，這隻凱爾派說：“Tis me, tis me”，只見其他同伴回答：『既然是你自己弄傷你自己，那就自己想辦法吧』。
從此之後，這個凱爾派就再也不敢接近這位農夫的女兒。

### 索色蘭（Sutherland）
另一個傳說有凱爾派的地方。傳說一天一群小朋友從學校下課後，看到一匹溫馴的馬站在路旁，這群小孩就鼓動著要坐到馬背上，除了一位叫道格（Dougal）的小孩外。當所有小孩都坐上去後，道格仍不上去，他僅以手指觸摸馬皮，發現一種很奇異吸引力的感覺，覺得不對勁，於是馬上拿出刀子割斷他的手指，這時他的手指竟然還黏在這匹馬身上。只見這匹馬發出低嘶聲，就迅速地往湖奔去，載著在馬背上的小孩一起跳入湖中。

## 其他形象
除了駿馬或俊男，Kelpie 其他形象還有上半身為人、下半身為馬的侏儒，或是全身裹著水草的水鬼，出現的目的有時不只是害人，有時也會警告即將溺死的人，或是偷走牲畜。

## 另見
- 海人马
- 水馬 (傳說生物)
- 水妖
- 馬頭魚尾怪

## 外部連結
- Kelpie
- Portal of Transformation: Kelpie